# Anne Rabbitte

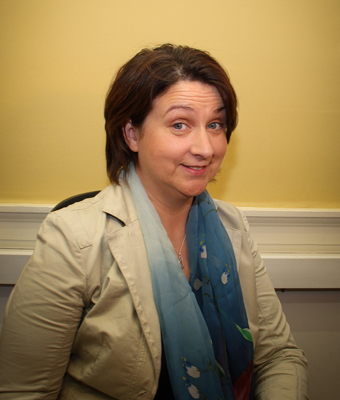
Anne Rabbitte

Anne Rabbitte (* 11. Oktober 1973 in Portumna, County Galway) ist eine irische Politikerin und gehört seit 2016 dem Dáil Éireann, dem Unterhaus des irischen Parlaments an.

## Leben
Anne Rabbitte studierte am University College Dublin und arbeitete nach dem Studium als Finanzberaterin.
2014 wurde sie erstmals in den Galway County Council für den Bezirk Loughrea gewählt. Bei den Wahlen zum Dáil Éireann 2016 gelang ihr als Kandidatin der Fianna Fáil für den Wahlkreis Galway East der Einzug ins irische Unterhaus. Den Sitz konnte er bei den nachfolgenden 2020 verteidigen.
Im Mai 2016 nahm sie die Aufgabe der Sprecherin ihrer Partei für Angelegenheiten der Kinder und der Jugend wahr. 2019 trat sie im Bezirk Midlands–North-West bei den Europawahlen an, war jedoch nicht erfolgreich. Zum 1. Juli 2020 wurde Rabbitte zur Staatsministerin im Ministerium für Kinder, Gleichstellung, Behinderung, Integration und Jugendangelegenheiten (Minister of State at the Department of Children, Equality, Disability, Integration and Youth) und zur Staatsministerin im Gesundheitsministerium mit der Aufgabe der Angelegenheiten der Teilhabe von Behinderten in der Regierung Martin I ernannt. Sowohl beim Regierungswechsel im Dezember 2022 als auch bei der Regierungsumstellung im April 2024 behielt sie ihre Posten im Kabinett Varadkar II bzw. in der Regierung Harris bei.
Bei den Wahlen zum Dáil Éireann 2024 wurde sie nicht wiedergewählt. Sie scheiterte im Februar 2025 knapp auf der Arbeitnehmerliste am Einzug in den Seanad Éireann. Sie wurde stattdessen vom Taoiseach für den Seanad nominiert.

## Privates
Anne Rabbitte war mit Paddy Callan verheiratet, der 2011 verstorben ist, und hat drei Kinder.